# Garypus withi
Espèce
Synonymes
- Garypus bonairensis withi Hoff, 1946

Garypus withi est une espèce de pseudoscorpions de la famille des Garypidae.

## Distribution
Cette espèce est endémique de Saint-Vincent-et-les-Grenadines,. Elle se rencontre sur Moustique.

## Habitat
Cette espèce se rencontre sur le littoral.

## Systématique et taxinomie
Cette espèce a été confondue avec Garypus floridensis par With en 1907. Elle est nommée Garypus withi par Hoff en 1946. Wagenaar-Hummelinck en 1948 considère qu'elle est une sous-espèce de Garypus bonairensis. Elle est élevée au rang d'espèce par Harvey, Hillyer, Carvajal et Huey en 2020.

## Étymologie
Cette espèce est nommée en l'honneur de Carl Johannes With.

## Publication originale
- Hoff, 1946 : A study of the type collections of some pseudoscorpions originally described by Nathan Banks. Journal of the Washington Academy of Sciences, vol. 36, p. 195-205 (texte intégral).